# Krćevina
Krćevina este un sat din comuna Pljevlja, Muntenegru. Conform datelor de la recensământul din 2003, localitatea are 34 de locuitori (la recensământul din 1991 erau 79 de locuitori).

## Demografie
În satul Krćevina locuiesc 32 de persoane adulte, iar vârsta medie a populației este de 53,3 de ani (48,7 la bărbați și 57,9 la femei). În localitate sunt 14 gospodării, iar numărul mediu de membri în gospodărie este de 2,43.
Această localitate este populată majoritar de sârbi (conform recensământului din 2003).
|  |

| Demografie | Demografie | Demografie |
| An         | Locuitori  | Locuitori  |
| ---------- | ---------- | ---------- |
|            |            |            |
|            |            |            |
|            |            |            |
|            |            |            |
| 1948       | 258        |            |
| 1953       | 293        |            |
| 1961       | 269        |            |
| 1971       | 178        |            |
| 1981       | 136        |            |
| 1991       | 79         | 56         |
| 2003       | 34         | 34         |

| \| Componența etnică conform recensământului din 2003[2] \| Componența etnică conform recensământului din 2003[2] \| Componența etnică conform recensământului din 2003[2] \| Componența etnică conform recensământului din 2003[2] \| Componența etnică conform recensământului din 2003[2] \| \| ----------------------------------------------------- \| ----------------------------------------------------- \| ----------------------------------------------------- \| ----------------------------------------------------- \| ----------------------------------------------------- \| \| \| \| \| \| \| \| Sârbi \| Sârbi \| \| 32 \| 94,11% \| \| Muntenegreni \| Muntenegreni \| \| 2 \| 5,88% \| \| necunoscută \| necunoscută \| \| 0 \| 0% \| |              |  |    |        |
| Componența etnică conform recensământului din 2003 |              |  |    |        |
| |              |  |    |        |
| Sârbi | Sârbi        |  | 32 | 94,11% |
| Muntenegreni | Muntenegreni |  | 2  | 5,88%  |
| necunoscută | necunoscută  |  | 0  | 0%     |